# Bagnizeau
Bagnizeau ist eine französische Gemeinde mit 179 Einwohnern (Stand: 1. Januar 2022) im Département Charente-Maritime in der Region Nouvelle-Aquitaine (vor 2016: Poitou-Charentes); sie gehört zum Arrondissement Saint-Jean-d’Angély und zum Kanton Matha. Die Einwohner werden Bagnizeautins und Bagnizeautines genannt.

## Geographie
Bagnizeau liegt etwa 70 Kilometer ostsüdöstlich von La Rochelle in der Saintonge. Umgeben wird Bagnizeau von den Nachbargemeinden Gibourne im Norden, Les Touches-de-Périgny im Osten, Matha im Süden sowie La Brousse im Westen. Im Südosten des Gemeindegebietes verläuft der Fluss Antenne, im Nordosten entspringt sein späterer Zufluss Saudrenne.

## Bevölkerungsentwicklung
| Jahr                       | 1962 | 1968 | 1975 | 1982 | 1990 | 1999 | 2006 | 2017 | 2019 |
| Einwohner                  | 201  | 186  | 173  | 166  | 160  | 187  | 192  | 207  | 209  |
| Quellen: Cassini und INSEE |      |      |      |      |      |      |      |      |      |

## Sehenswürdigkeiten
- Kirche St-Vivien, errichtet im 11. Jahrhundert mit Umbauten in späteren Jahrhunderten, seit 1983 als Monument historique klassifiziert
- Waschhaus, erbaut 1879

Siehe auch: Liste der Monuments historiques in Bagnizeau

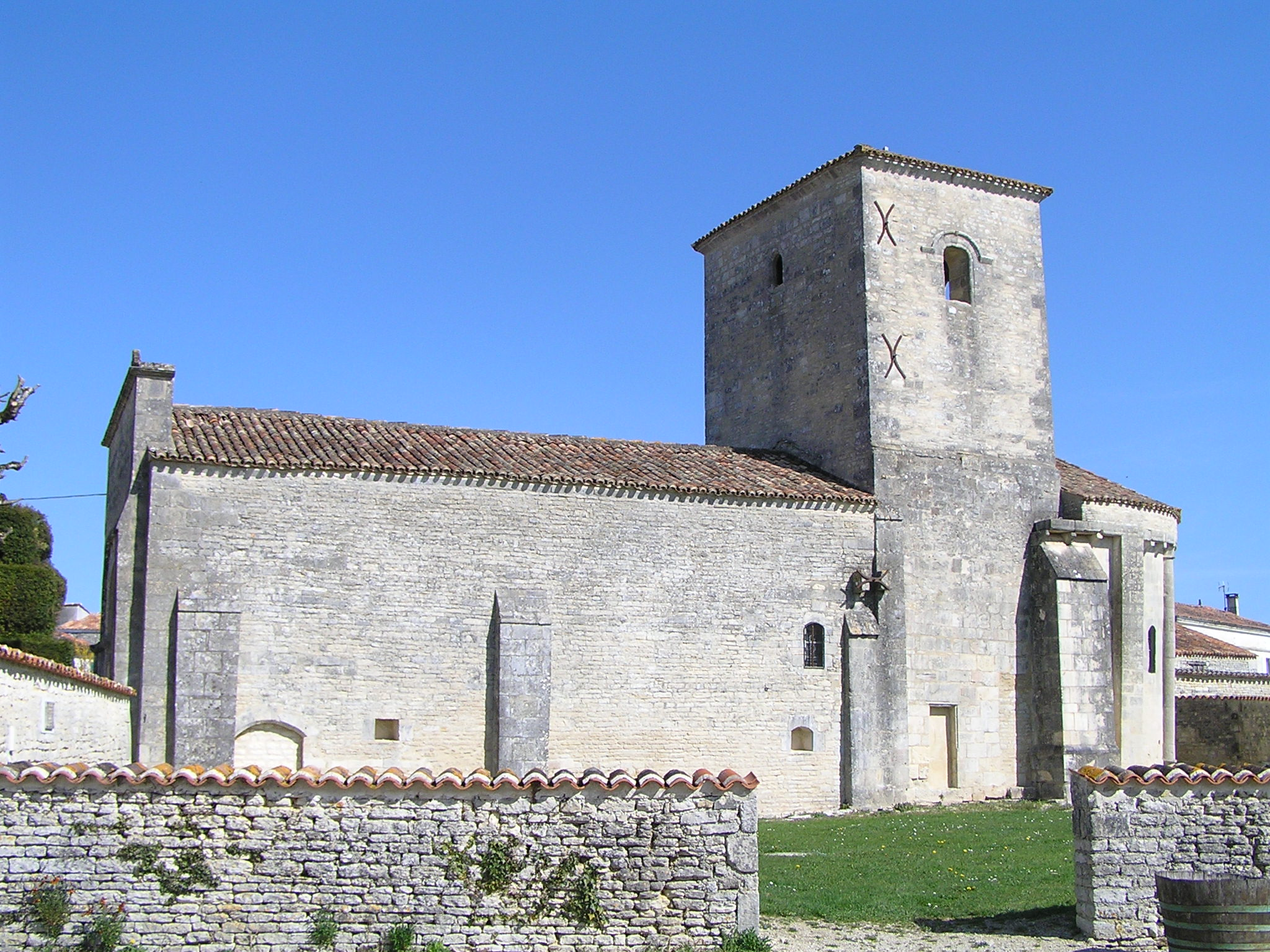
Kirche Saint-Vivien
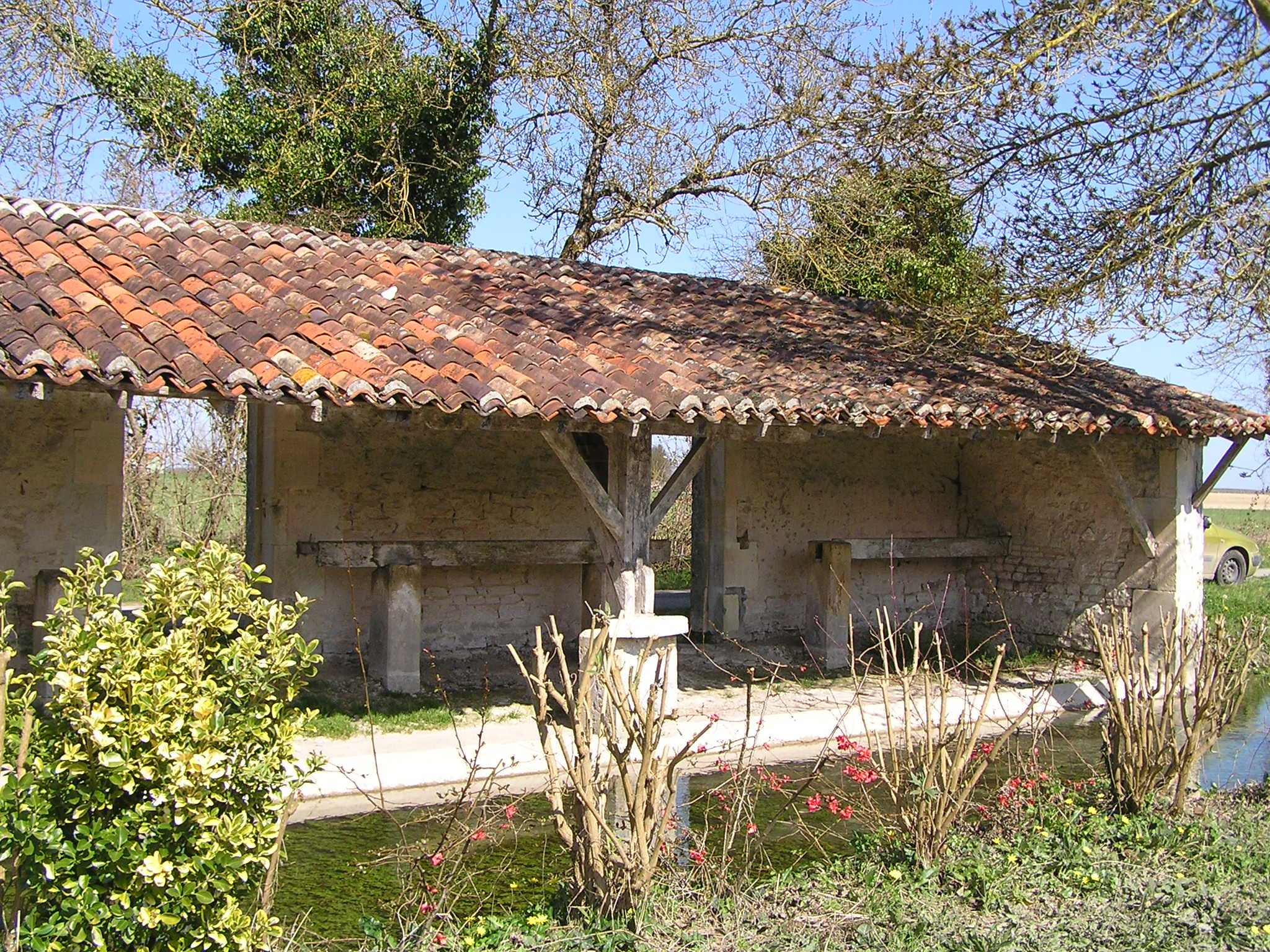
Waschhaus